# Redes
Redes este o arie protejată (arie specială de conservare — SAC, sit de importanță comunitară — SCI, arie de protecție specială avifaunistică — SPA) din Spania întinsă pe o suprafață de 37.702,11 ha, integral pe uscat.

## Localizare
Centrul sitului Redes este situat la coordonatele 43°10′06″N 5°21′26″W / 43.1683°N 5.3571°V.

## Înființare
Situl Redes a fost declarat sit de importanță comunitară în decembrie 1997 pentru a proteja 3 specii de plante și 63 de specii de animale. Alte tipuri de protecție:
- arie de protecție specială avifaunistică (în ianuarie 2003)[3]
- arie specială de conservare (în decembrie 2014)[2][4][5]

## Biodiversitate
Situată în ecoregiunea atlantică, aria protejată conține 21 de habitate naturale: Păduri pe pante, grohotișuri și ravene de Tilio-Acerion, Grohotișuri termofile și vest-mediteraneene, Fânețe de joasă altitudine (Alopecurus pratensis, Sanguisorba officinalis), Păduri de Ilex aquifolium, Roci stâncoase cu vegetație pionieră de Sedo-Scleranthion sau Sedo albi-Veronicion dillenii, Lacuri eutrofice naturale cu vegetație de tip Magnopotamion sau Hydrocharition, Pajiști uscate europene, Păduri aluvionare cu Alnus glutinosa și Fraxinus excelsior (Alno-Padion, Alnion incanae, Salicion albae), Pajiști alpine și subalpine calcaroase, Pajiști umede atlantice temperate cu Erica ciliaris și Erica tetralix, Pajiști oro-iberice cu Festuca indigesta, Lande oro-mediteraneene cu formațiuni endemice de grozamă, Pajiști alpine și boreale, Pajiști uscate seminaturale și facies de acoperire cu tufișuri pe substraturi calcaroase (Festuco-Brometalia) (* situri importante pentru orhidee), Pante stâncoase calcaroase cu vegetație casmofită, Păduri de fag acidofile atlantice, cu subarboret de Ilex și, uneori, de asemenea, Taxus, la nivelul arbuștilor (Quercion robori-petraeae sau Ilici-Fagenion), Turbării de acoperire (* exclusiv pentru turbării active), Pseudostepă cu ierburi și specii anuale de Thero-Brachypodietea, Păduri de stejar galițio-portugheze cu Quercus robur și Quercus pyrenaica, Pante stâncoase silicioase cu vegetație casmofită, Izvoare petrifiante cu formare de travertin (Cratoneurion).
La baza desemnării sitului se află mai multe specii protejate:
- plante (3): isoëtes boryana (Isoetes boryana), Narcissus asturiensis, Narcissus pseudonarcissus subsp. nobilis
- păsări (42): uliu porumbar (Accipiter gentilis), pescăruș albastru (Alcedo atthis), Alectoris rufa, rață sulițar (Anas acuta), rață lingurar (Anas clypeata), rață pitică (Anas crecca), rață fluierătoare (Anas penelope), rață mare (Anas platyrhynchos), rață pestriță (Anas strepera), gâscă cenușie (Anser anser), fâsă-de-câmp (Anthus campestris), acvilă de munte (Aquila chrysaetos), rață-cu-cap-castaniu (Aythya ferina), rața moțată (Aythya fuligula), caprimulg (Caprimulgus europaeus), șerpar (Circaetus gallicus), porumbel gulerat (Columba palumbus), prepeliță (Coturnix coturnix), ciocănitoarea de stejar (Dendrocopos medius), ciocănitoare neagră (Dryocopus martius), presură de grădină (Emberiza hortulana), șoim călător (Falco peregrinus), lișiță (Fulica atra), vulturul pleșuv sur (Gyps fulvus), acvilă pitică (Hieraaetus pennatus), sfrâncioc roșiatic (Lanius collurio), ciocârlie de pădure (Lullula arborea), gaia neagră (Milvus migrans), gaia roșie (Milvus milvus), vultur egiptean (Neophron percnopterus), Perdix perdix hispaniensis, viespar (Pernis apivorus), Phalacrocorax carbo sinensis, Pyrrhocorax pyrrhocorax, sitar de pădure (Scolopax rusticola), turturică (Streptopelia turtur), silvie de tufiș (Sylvia undata),  cocoș de munte (Tetrao urogallus), sturzul viilor (Turdus iliacus), sturz-cântător (Turdus philomelos), sturz (Turdus pilaris), sturzul de vâsc (Turdus viscivorus)
- amfibieni (2): Chioglossa lusitanica, Discoglossus galganoi
- mamifere (9): liliac cârn (Barbastella barbastellus), Galemys pyrenaicus, vidră de râu (Lutra lutra), liliac cu aripi lungi (Miniopterus schreibersii), liliac cărămiziu (Myotis emarginatus), liliacul mediteranean cu potcoavă (Rhinolophus euryale), liliacul mare cu potcoavă (Rhinolophus ferrumequinum), liliacul mic cu potcoavă (Rhinolophus hipposideros), urs brun (Ursus arctos)
- nevertebrate (8): Coenagrion mercuriale, Elona quimperiana, fluturele auriu (Euphydryas aurinia), Euplagia quadripunctaria, Geomalacus maculosus, rădașcă (Lucanus cervus), phengaris nausithous (Maculinea nausithous), Rosalia alpina
- reptile (2): Lacerta monticola, Lacerta schreiberi

Pe lângă speciile protejate, pe teritoriul sitului au mai fost identificate 9 specii de plante, 4 specii de păsări, 2 specii de amfibieni, 10 specii de mamifere, 1 specie de reptile.